# Urosaurus bicarinatus
Urosaurus bicarinatus (тропічна деревна ящірка) — вид ігуаноподібних ящірок родини фриносомових (Phrynosomatidae). Ендемік Мексики.

## Підвиди
Виділяють п'ять підвидів:
- Urosaurus bicarinatus bicarinatus (Duméril, 1856);
- Urosaurus bicarinatus anonymorphus (Mittleman, 1941);
- Urosaurus bicarinatus nelsoni (Schmidt, 1921);
- Urosaurus bicarinatus spinosus Bumzahem & Smith, 1954;
- Urosaurus bicarinatus tuberculatus (Schmidt, 1921).

## Поширення і екологія
Тропічні деревні ящірки широко поширені вздовж тихоокеанських схилів Мексики, від південної Сонори до басейну Бальсаса і центрального Чіапаса. Вони живуть в сухих тропічних лісах, дубових лісах і сухих чагарниках, на висоті до 1600 м над рівнем моря.